# Ronaldo Henrique
Ronaldo Royal Henrique (Guarulhos, 17 de junho de 1976) é um ex-voleibolista brasileiro que atuava como levantador. Entre as conquistas de importância pela Seleção Brasileira ao longo de sua carreira, destacam-se os títulos de campeão sul-americano na categoria infanto-juvenil em 1992, campeão mundial na categoria infanto-juvenil de 1993 e campeão sul-americano juvenil de 1994.

## Carreira
Colecionando títulos desde as categorias de base, Ronaldo Henrique foi campeão brasileiro de Seleções em 1992, na categoria infanto-juvenil. No mesmo ano foi convocado pelo técnico Marcos Lerbach para compor a Seleção Brasileira na categoria infanto-juvenil, sendo chamado para disputar o Campeonato Sul-Americano Sub-19. Na competição realizada em Valência, o time brasileiro sagrou-se campeão com apenas uma derrota para Seleção Colombiana por 3–2 (15–11, 2–15, 9–15, 15-6 e 15-13). Este título foi definido pelo número de sets vencidos, já que Brasil, Argentina e Colômbia estavam empatados em número de pontos, vitórias e derrotas. Tal conquista qualificou o país para o Mundial Infanto-Juvenil em Istambul no ano seguinte. Seu desempenho nesta oportunidade rendeu-lhe nova convocação para o referido Mundial, cujo técnico era Percy Oncken, com boa campanha conquistam a medalha de ouro invictos no Campeonato Mundial Sub-19 de 1993, derrotando na final a Seleção Japonesa por 3–0 (15–7, 15–11 e 15–6), sendo esta sua principal conquista na categoria.
No ano de 1994 foi convocado para Seleção Brasileira pelo técnico Marcos Lerbach, desta vez para Seleção Brasileira juvenil, quando iria disputar o Campeonato Sul-Americano de Voleibol Masculino Sub-21 em Lima-Peru, na oportunidade conquista a medalha de ouro desta competição, tal grupo treinava também em preparação para o Campeonato Mundial Sub-21 da Malásia, e estavam neste plantel grandes valores como: Itápolis, Gustavo Endres, Dirceu, André Heller, Giba, Alex Lenz, Ricardinho, Léo, Manius Abbadi, Digão, Roim, Lilico, Rafinha, Renato Felizardo, comandados por Percy Oncken e pelo técnico Antônio Marcos Lerbach.
Em 1995 foi novamente campeão brasileiro de Seleções, desta vez na categoria juvenil. Atuando pelo Report/Suzano, foi bicampeão do Campeonato Paulista em 1997 e 1998. Na temporada 1999–00 atuou pelo Palmeiras/Guarulhos na conquista da Copa Brasil 1999 e da Copa Sudeste 2000. Na temporada 2001–2002 atuava pela equipe pelo Shopping ABC/Santo André e foi convocado pelo técnico Bernardinho para os treinamentos da Seleção Brasileira na temporada 2002.
Na temporada 2005–06 pelo clube italiano Pineto, disputou a Série A2 da Liga Italiana e terminou na quarta posição. Na temporada seguinte termina na quarta posição pelo Pineto e conquista o vice-campeonato da Copa da Itália A2.
Ainda pelo voleibol italiano, se transferiu para equipe do Bassano e disputou a temporada 2007–08 da Série A2, com seu time terminando na décima posição. Continuou defendo a equipe de Bassano e conquistou a terceira posição da liga italiana série A2.
Na temporada 2009–10 retornou ao time do Pineto e disputou a liga italiana série A1 terminando na 15ª posição. Em 2010 acertou com o clube iraniano do Bandar Imam Petrochemical, e na temporada 2010–11 foi contratado pela equipe italiana do Volley Segrate 1978. O levantador brasileiro disputou a Série A2 da Liga Italiana de Voleibol, e sua equipe terminou na sexta colocação.
Após passagem pelo voleibol italiano, Royal foi contratado para atuar no voleibol português e defendeu as cores do Benfica. Na temporada 2011–12, sagrou-se campeão da Taça de Portugal e também da Supertaça de Portugal. O jogador retornou ao Brasil no ano seguinte, e em julho de 2013 disputou o Estadual Master Gaúcho pela equipe do Bento Vôlei.

## Clubes
| Clube                           | País     | De   | Até  |
| Papel Report Suzano             | Brasil   | 1997 | 1999 |
| Palmeiras/Fundação Osvaldo Cruz | Brasil   | 1999 | 2001 |
| Shopping ABC/Santo André        | Brasil   | 2001 | 2002 |
| Bento Union Pack                | Brasil   | 2002 | 2004 |
| Ulbra / São Paulo F.C.          | Brasil   | 2004 | 2005 |
| Mercatone Uno Pineto            | Itália   | 2005 | 2006 |
| Framasil Cucine Pineto          | Itália   | 2006 | 2007 |
| Fiorese Spa Bassano             | Itália   | 2007 | 2008 |
| Bassano Volley                  | Itália   | 2008 | 2009 |
| Aran Cucine Abruzzo Pineto      | Itália   | 2009 | 2010 |
| Bandar Imam Petrochemical       | Irão     | 2010 | 2010 |
| Volley Segrate 1978             | Itália   | 2010 | 2011 |
| Sport Lisboa e Benfica          | Portugal | 2011 | 2012 |

## Títulos e resultados
- 1992: Campeão Brasileiro de Seleções Infanto-Juvenil[1]
- 1995: Campeão Brasileiro de Seleções Juvenil[1]
- 1997: Campeão Paulista[1]
- 1998: Campeão Paulista[1]
- 1999: Campeão Copa Brasil[1]
- 2000: Campeão da Copa Sudeste[1]
- 2005–06: 4º lugar da Liga Italiana de Voleibol Masculino - Série A2[5]
- 2006–07: 4º lugar da Liga Italiana de Voleibol Masculino - Série A2[6]
- 2006–07: Vice-campeão da Copa da Itália A2[6]
- 2007–08: 10º lugar da Liga Italiana de Voleibol Masculino - Série A2[7]
- 2008–09: 3º lugar da Liga Italiana de Voleibol Masculino - Série A2[8]
- 2009–10: 10º lugar da Liga Italiana de Voleibol Masculino - Série A1[9]
- 2010–11: 6º lugar da Liga Italiana de Voleibol Masculino - Série A2[11]
- 2011–12: Campeão da Taça de Portugal de Voleibol Masculino[12]
- 2011–12: Campeão da Supertaça de Portugal de Voleibol Masculino[12]